# Họ Xoan
Họ Xoan (danh pháp khoa học: Meliaceae) còn gọi là họ Dái ngựa, là một họ thực vật có hoa với chủ yếu là cây thân gỗ và cây bụi (có một số ít là cây thân thảo) trong bộ Bồ hòn (Sapindales), được đặc trưng bởi các lá mọc so le, thông thường hình lông chim và không có lá kèm, và bởi hoa hình quả tụ, dường như lưỡng tính (nhưng thực tế phần lớn là đơn tính một cách khó hiểu) trong dạng hoa chùy, xim, cụm v.v. Phần lớn các loài là cây thường xanh, nhưng một số là sớm rụng, có thể là vào mùa khô hay trong mùa đông.
Họ này có khoảng 50 chi và 550-620 loài, với sự phân bổ khắp miền nhiệt đới; một chi (Toona) phát triển tới tận vùng ôn đới phía bắc của Trung Quốc và về phía nam tới đông nam Úc, và một chi khác (Melia) gần như xa như thế về phía bắc.

## Đặc điểm
Thân là cây gỗ to hay nhỏ, phần non của thân thường có lông hình sao. Lá mọc cách, thường kép hình lông chim 1 hay 2 lần ít khi lá đơn; phiến lá chét nguyên hay có khía răng, không có lá kèm. Cụm hoa: tán, chùm–xim, chùm ở nách lá ít khi ở ngọn. Hoa đều, lưỡng tính, đôi khi đơn tính, mẫu 4 hay mẫu 5. Bao hoa: 4–5 lá đài dính nhau, 4–5 cánh hoa rời đôi khi dính nhau và dính vào đáy của ống nhị. Bộ nhị có số nhị thay đổi từ 5–10 nhị, nhưng thường số nhị gấp đôi số cánh hoa. Chỉ nhị dính liền nhau thành một ống đính trên đế hoa, ống có thể đi từ đế hoa đến ngay dưới bao phấn hoặc chỉ nhị dính nhau khoảng chừng phân nửa phía dưới nhưng rời ở phần trên. Đầu ống chỉ nhị thường hay có những phụ bộ hình răng hay những thùy nhỏ dạng cánh hoa xen kẽ với bao phấn. Toona (Cedrela) có nhị rời. Đĩa mật rõ giữa bộ nhị và bộ nhụy, Aglaia không có đĩa mật. Bộ nhụy từ 3–5 lá noãn dính nhau thành bầu trên, 3–5 ô, mỗi ô có 1 hay nhiều noãn. Một vòi nhụy, đầu nhụy nguyên hay có thùy. Quả nang, mọng hay quả hạch. Hạt có cánh hay không, thường có áo hạt, có hay không có nội nhũ, mầm thẳng.
Cơ cấu học: Không có túi tiết tiêu ly bào nhưng có tế bào tiết.

## Sử dụng
Các loài khác nhau được sử dụng để lấy dầu thực vật, sản xuất xà phòng, thuốc trừ sâu cũng như lấy gỗ có giá trị (các loài gụ).
Một số loài quan trọng về mặt kinh tế trong họ này là:
- Carapa procera (Nam Mỹ và châu Phi)
- Lát Hoa - Chukrasia tabularis A. Juss (Gỗ đẹp và bền)
- Lát Chun - Chukrasia Sp - Chua Khét (Gỗ đẹp và bền)
- Lát Mêhico - Mexico Cedrela odorata (Trung và Nam Mỹ; gỗ còn được biết đến như là gỗ tuyết tùng Tây Ban Nha),  hay Yên dương xuân, hương hồng xuân
- Entandrophragma cylindricum (Vùng nhiệt đới châu Phi)
- Entandrophragma utile (Vùng nhiệt đới châu Phi)
- Gụ hồng châu Phi Guarea cedrata (Châu Phi)
- Gụ hồng châu Phi Guarea thompsonii (Châu Phi)
- Dái ngựa và các loài thuộc chi Swietenia (Nhiệt đới châu Mỹ)
- Xà cừ - Senegal Khaya senegalensis có nhiều tài liệu viết xà cừ là gụ Bờ Biển Ngà Khaya ivorensis (nhiệt đới châu Phi), hay Sọ khỉ, Gụ
- Xoan Chịu Hạn - Neem (Azadirachta indica - Ấn Độ)
- Xoan Ta Melia azedarach Linn (Queensland, Ấn Độ và miền nam Trung Quốc), Xoan nhà; Xoan lai, Xoan trắng; Sầu đông, Thầu đâu, Mạy riển (Tày), luyện, khổ luyện, Cây Đu
- Xoan Mộc - Toona sureni (Blume) Merr, Lát Khét Quả Nhỏ, Mã nhằm, Mã nhầu, Trương vân, Xương mộc, Dái ngựa Việt Nam, Dái ngựa Indonesia (Gỗ đẹp, Giá ngang Xoan Đào)
- Xoan Hôi - Toona sinensis, Hương Xuân, Tông Dù, Xu ấn sử, Mạy sao, Su ấn xủ, Cây thịt bò hành tây (Gỗ đẹp, Giá ngang Xoan Đào)
- Xoan Hồng - Toona ciliata, Suren, surian (tên thương mại quốc tế) Hồng Xuân, Tuyết tùng đỏ Úc, Toona australis (Úc) (Gỗ có màu Hồng ngà đẹp, Giá ngang Xoan Đào)
- Dái ngựa Philippine - Toona calantas Merr. & Rolfe – Kalantas

## Các chi
- Aglaia - Ngâu, Gội
- Anthocarapa
- Aphanamixis - Gội nước
- Astrotrichilia
- Azadirachta
- Cabralea
- Calodecarya
- Capuronianthus
- Carapa
- Cedrela
- Chisocheton

Cây ngâu(Aglaia odorata) nở hoa

- Chukrasia - Lát (Hoa, Chun, Mehico)
- Cipadessa
- Dysoxylum
- Ekebergia
- Entandrophragma
- Guarea
- Heckeldora
- Humbertioturraea
- Khaya - Xà cừ
- Lansium
- Lepidotrichilia
- Lovoa
- Malleastrum
- Melia - Xoan (Xoan Chụi Hạn, Xoan Ta)
- Munronia
- Naregamia
- Neobeguea
- Owenia
- Pseudobersama
- Pseudocarapa
- Pseudocedrela
- Pterorhachis
- Reinwardtiodendron
- Ruagea
- Sandoricum
- Schmardaea
- Soymida
- Sphaerosacme
- Swietenia - Dái ngựa
- Synoum
- Toona - Hương xuân [Tông Dù], Lát khét quả nhỏ [Xoan Mộc], Hồng Xuân [Tuyết Tùng Đỏ]
- Trichilia
- Turraea
- Turraeanthus
- Vavaea
- Walsura
- Xylocarpus - Su